# Quechultenango
Quechultenango è un comune del Messico, situato nello stato di Guerrero.